# آب جیرک
آب جیرک، روستایی از توابع بخش مرکزی شهرستان گچساران در استان کهگیلویه و بویراحمد ایران است. این روستا ظاهراً در قلب یک شهر بسیار قدیمی قرار گرفته‌است. زمین‌های کشاورزی روستا بسیار مستعد به کشت مرکبات می‌باشد. داروهای گیاهی در اطراف روستا و مخصوصاً در کوهپایه‌های کوه دیل دارای کیفیت بسیار مطلوبی می‌باشد. مسافت این روستا تا مرکز شهرستان گچساران حدود ۱۸کیلومتر می‌باشد.

## جمعیت
این روستا در دهستان لیشتر قرار دارد و براساس سرشماری مرکز آمار ایران در سال ۱۳۸۵، جمعیت آن ۲۸۷ نفر (۶۳خانوار) بوده‌است.